# Tell Me Why (Declan Galbraith-dal)
A "Tell Me Why" Declan Galbraith kislemeze.
2002. december 9-én, 10 nappal a  11-dik születésnapja előtt jelent meg, ez volt  Declan első kislemeze.

## A kislemez dalai
1. "Tell Me Why a Young Voices-al " (rádió szerkesztés)
2. "I'll Be There"
3. "The New Year Song 2003"
4. "Tell Me Why Videó"

## Guinness Világrekord
2002. december 9-én Nagy-Britannia és Írország egész területén rajzolódott ki a világ legnagyobb kórusa a történelemben, csatlakozva Declanhez, hogy elénekeljék a 'Tell Me Why'-t a Guinness világrekordért. Az esemény a 'Young Voices In Concert' által került megszervezésre. A rekorddöntési kísérlet forrásaiból adakoztak a Sargent Cancer Care for Children-nek.